# Kotlarz

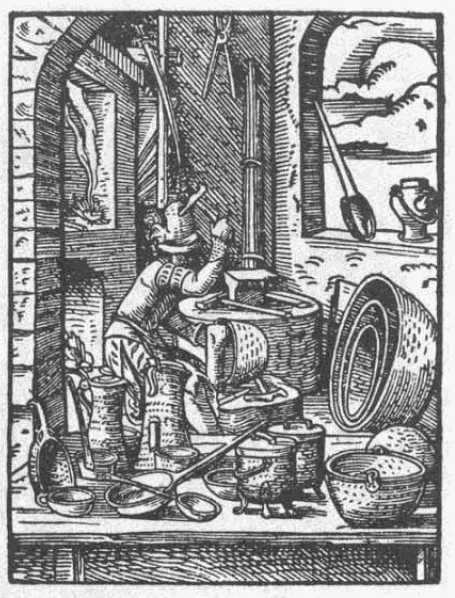
Kotlarz przy pracy

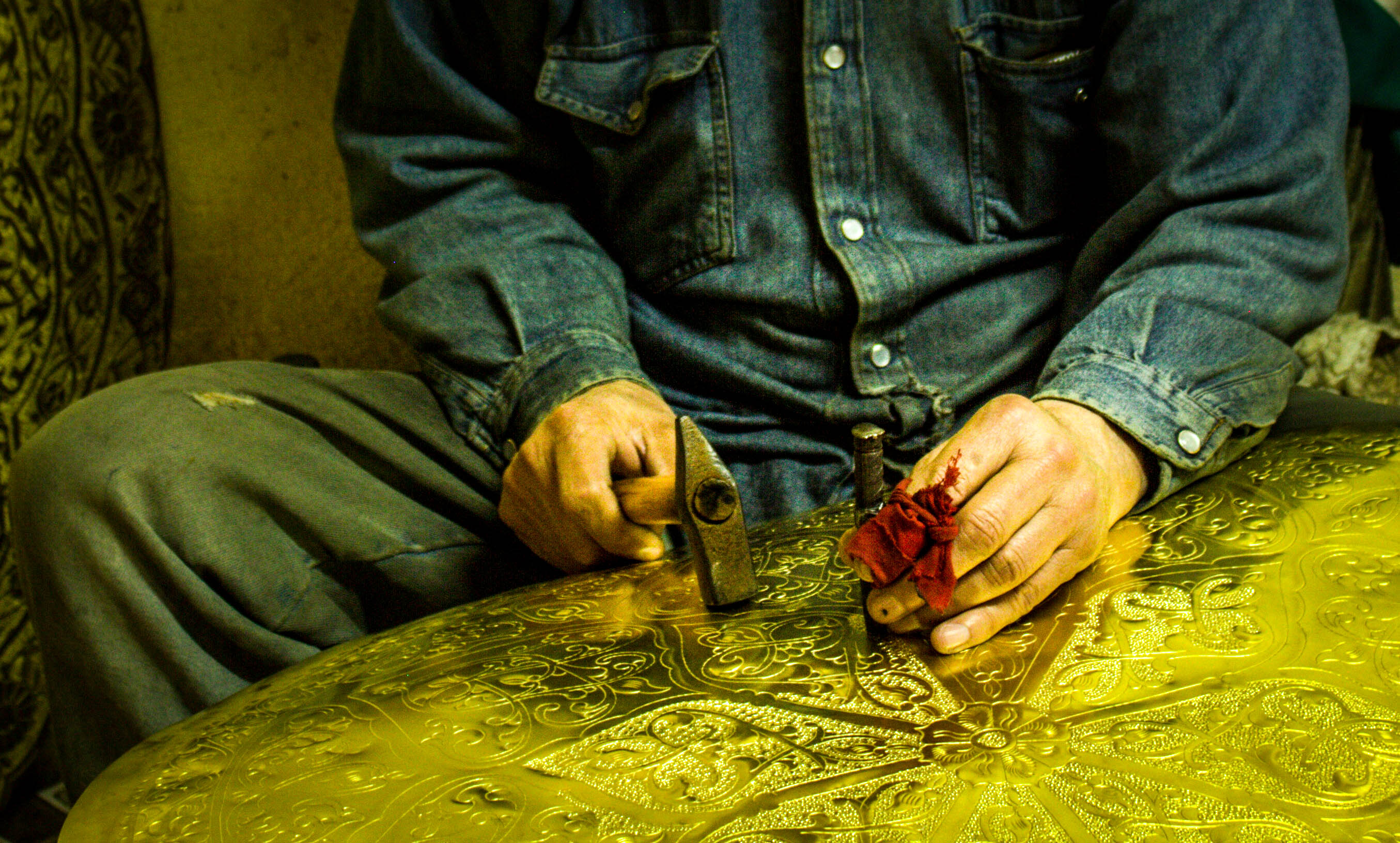
Kotlarz (Algieria, 2017)

Kotlarz – rzemieślnik zajmujący się wyrabianiem z blachy kotłów, rondli i innych przedmiotów (np. wężownic, aparatów gorzelniczych). Kotlarze zajmowali się też pobielaniem naczyń i urządzeń miedzianych. Przez wiele lat kotlarstwo należało do intratnych zawodów, a Cyganie byli uważani za fachowców w tej branży.